# Famille intersectante
En mathématiques, une famille intersectante sur un ensemble E est une famille de parties de E deux à deux non disjointes, c'est-à-dire telle que l'intersection de deux quelconques de ces parties soit non vide.

## Exemples
- Si n < 2r, les parties de l'ensemble {1, 2, … , n} qui ont un cardinal supérieur ou égal à r forment une famille intersectante sur cet ensemble (et sur tout sur-ensemble).
- Toute sous-famille d'une famille intersectante est intersectante.
- Tout filtre est une famille intersectante.

## Propriétés
- Le cardinal d'une famille intersectante sur un ensemble à n éléments est trivialement[1] inférieur ou égal à 2n – 1.
- Une famille intersectante à n éléments maximale (dont la cardinalité est 2n – 1) est une section commençante et l'ensemble des compléments des éléments de la famille forme une section finissante.
- On appelle k-famille intersectante[1] une famille intersectante dont toutes les parties ont k éléments. Le théorème d'Erdős-Ko-Rado précise le cardinal maximum d'une k-famille intersectante, sur un ensemble à n éléments.
- D'après un théorème de Daniel Kleitman[2], la réunion de m familles intersectantes, sur un ensemble à n éléments, contient au plus 2n – 2n – m parties[3].